# Богородське (Якшур-Бодьїнський район)
Богоро́дське (рос. Богородское) — присілок в Якшур-Бодьїнському районі Удмуртії, Росія.
Населення — 57 осіб (2010; 85 в 2002).
Національний склад (2002):
- удмурти — 94 %